# Scheschonq III.
Scheschonq III. Sibaste wird gewöhnlich als 7. altägyptischer Pharao (König) der 22. Dynastie (dritte Zwischenzeit) gerechnet. Als Sohn des Takelot II.(?) regierte er von etwa 841/838 bis 789/786 v. Chr. Sein 8. Regierungsjahr entspricht dem 1. Regierungsjahr des Petubastis I. und sein 33. Regierungsjahr dem 1. Regierungsjahr des Scheschonq IV.

## Weitere Namen
- Horusname: Starker Stier, geliebt von Re, oder Starker Stier, Abkömmling des Re
- Thronname: Reich an Maat, ein Re, Erwählter des Amun

## Familie
- Gemahlinnen: Tentamenipet, Djedbastetiuesanch und Tadibastet.
- Söhne: Bakennefi II. (Gaufürst von Athribis und Heliopolis), Paschedbastet (General in Oberägypten, erbaut Vestibültür zum 10. Pylon von Karnak), ein (vielleicht mit dem späteren König gleichen Namens identischen) Pami, Takelot I. (vielleicht Fürst von Busiris) und Padebehenbastet (Hohepriester des Amun in Tanis)
- Tochter: Anchesenscheschonq.

## Herrschaft
Offenbar wird er anfänglich in Theben als König anerkannt (Scheschonq III. und Harsiese II. auf Statue des Wesirs Nespaqaschuti bzw. Nilstandsvermerk aus dem 6. Jahr; verschiedene Priesterernennungen), wo nach der Absetzung durch Harsiese der Hohepriester und Kronprinz noch einmal die Hohepriesterwürde übernimmt, bevor sie von Takelot übernommen wird. Vielleicht stammt aus dieser Amtszeit das Dekret, das die zuvor angetasteten Rechte der Wab-Priester garantiert.
Petubastis I. gilt traditionell der Begründer der 23. Dynastie. Setzt man aber Takelot II. in die 23. Dynastie, ist er der 1. Pharao dieser Dynastie. Er macht Tell Moqdam/Leontopolis zu seiner Residenz und setzt im 15. Jahr Auput I. als Mitregenten ein.

## Datierungen des Amun-Festes
Im 39. Regierungsjahr des Scheschonq III. sind Feierlichkeiten bezüglich einer Wesirernennung im Rahmen des Amun-Re-Festes für den 26. Schemu I in Theben belegt:

„Jahr 39 Scheschonq III., Tag 26 im 1. Monat der Jahreszeit Schemu: Nun war der Hohepriester des Amun...in Theben beim Feiern des Festes von Amun. An diesem Tag fand die Einführung des Wesirs statt.“

Aufgrund des Amun-Re-Festes, das grundsätzlich am Neumondtag begann und fünf Tage dauerte, ergeben sich mehrere Möglichkeiten der Datierung, da aus der Inschrift nicht hervorgeht, an welchem Tag des Amun-Re-Festes Scheschonq III. die Wesirernennung vornahm. Sicher ist lediglich, dass der Hohepriester des Amun während der Wesirernennung bereits das Amun-Re-Fest feierte. Aus Quellen anderer Jahre ist bekannt, dass Priester- und Wesirernennungen auch am dritten oder vierten Tag des Amun-Re-Festes vorgenommen wurden.
Als chronologischer Ansatz kommen daher alle Amun-Re-Feste in Frage, die den 26. Schemu als Festtag beinhalten. Der 26. Schemu stellt außerdem den spätestmöglichen ersten Feiertag des Amun-Re-Festes dar. Ergänzend kann der Vorabend des Amun-Re-Festes ebenfalls für eine Wesirernennung als Möglichkeit in Betracht kommen, da der Neumond und damit der erste Mondmonatstag während der Nacht als Auftakt zum Amun-Re-Fest feierlich begrüßt wurde. Insofern fiel der offizielle Festbeginn auf die zwölfte Nachtstunde des 25. Schemu, die den Beginn des Amun-Re-Festes in der ersten Stunde des Tages vom 26. Schemu einleitete.
Rolf Krauss konnte aufgrund seiner Annahme, dass es sich bei dem 26. Schemu I um den ersten Tag des Amun-Re-Festes handele, keine sichere Zuordnung vornehmen, weil für den von Rolf Krauss in Frage kommenden Zeitraum kein Amun-Re-Fest am 26. Schemu I. begann. Den von Rolf Krauss über die Monddaten anderer Quellen ermittelten Regierungsbeginn von Scheschonq III. im Jahr 831 v. Chr. bezeichnet er als unsicher. Die Vorschläge von Aidan Dodson und Jürgen von Beckerath beinhalten dagegen die Variante, dass der 26. Schemu nicht den ersten Tag des Amun-Re-Festes darstellt. Grundsätzlich können jedoch jene Vorschläge ausgeschlossen werden, die das Amun-Re-Fest und die damit verbundenen möglichen Jahre nicht berücksichtigen.
| Mögliche Jahre für den 26. Schemu I als Tag des Amun-Re-Festes |                      |                              |                      |                   |
| Jahr                                                           | Festtage             | Datierung (J)                | Datierung (G)        | 1. Regierungsjahr |
| 825 v. Chr.                                                    | 23. bis 27. Schemu I | 4. bis 8. Dezember           | 26. bis 30. November | 863 v. Chr.       |
| 814 v. Chr.                                                    | 24. bis 28. Schemu I | 3. bis 7. Dezember           | 25. bis 29. November | 852 v. Chr.       |
| 811 v. Chr.                                                    | 23. bis 27. Schemu I | 1. bis 5. Dezember           | 23. bis 27. November | 849 v. Chr.       |
| 803 v. Chr.                                                    | 26. bis 30. Schemu I | 2. bis 6. Dezember           | 24. bis 28. November | 841 v. Chr.       |
| 800 v. Chr.                                                    | 24. bis 28. Schemu I | 29. November bis 3. Dezember | 22. bis 26. November | 838/837 v. Chr.   |
| 789 v. Chr.                                                    | 24. bis 28. Schemu I | 26. bis 30. November         | 19. bis 23. November | 827 v. Chr.       |

## Sein Grab
In Memphis wird im 28. Jahr des Scheschonq III. der Apisstier bestattet. Das Grab Scheschonq III. in Tanis (Nr. 5) enthielt bei der Entdeckung 1939 auch einen Sarkophag und Kanopen, die bisher Scheschonq I., und z. T. Scheschonq IV. zugeschrieben wurden.